# 알프레트 베르너

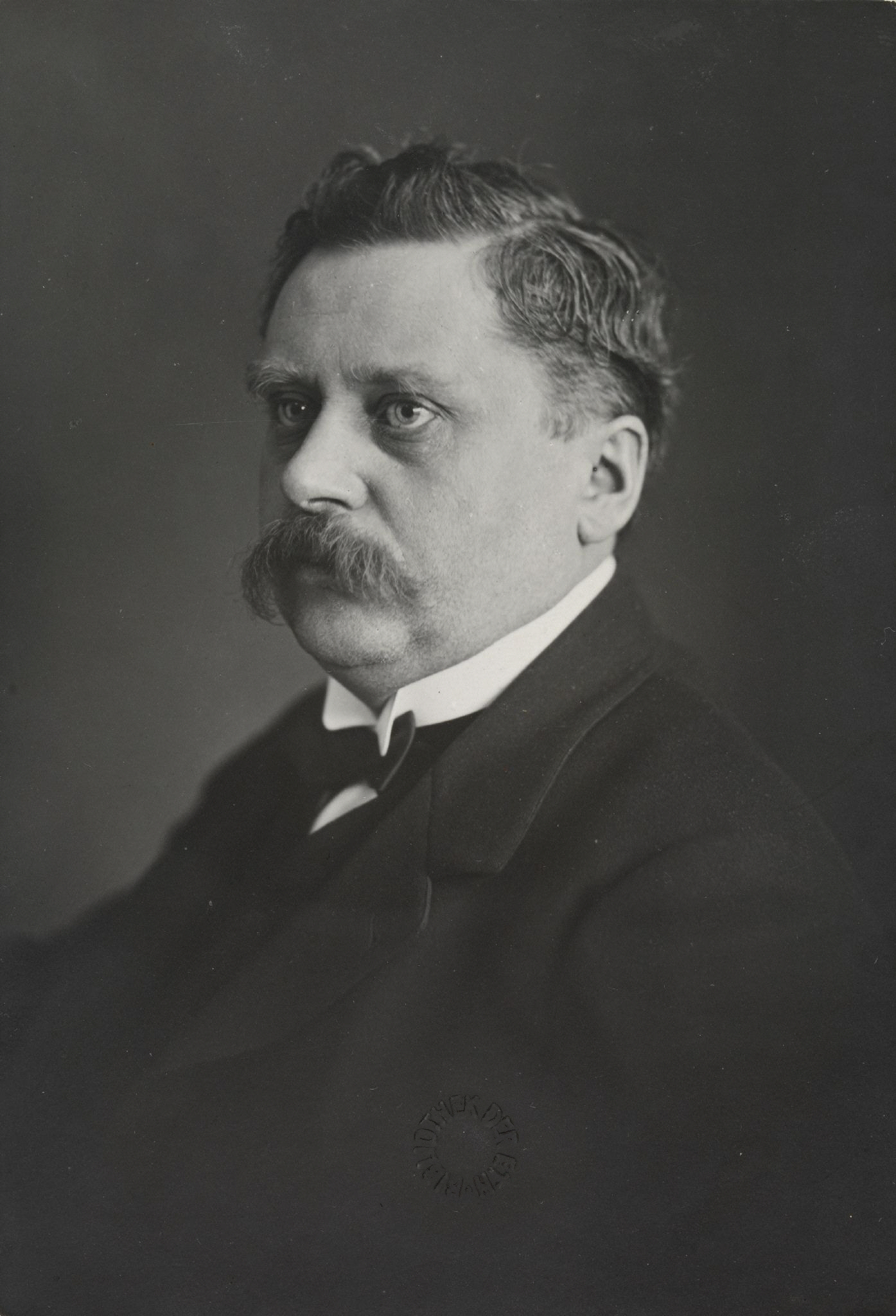
알프레트 베르너 (1915년)

알프레트 베르너(독일어: Alfred Werner, 1866년 12월 12일 ~ 1919년 11월 15일) 스위스의 화학자이다. 취리히 연방 공과대학교를 졸업하고 취리히 대학교에서 박사 학위를 받은 뒤, 프랑스에 유학하여 연구하고 돌아와 취리히 대학교의 교수를 지냈다. 무기 화합물의 구조에 관한 논문은 뒤에 배위설의 기초가 되었다. 주원자가,측원자가를 적용하여 착염이라는 구성이 복잡한 화합물의 구성을 설명하였는데, 이것이 이성체의 존재이다. 이는 X 선에 의한 연구로 확인되어 학계를 놀라게 하였다. 1913년 노벨 화학상을 받았다. 저서에 <입체 화학>이 있다.

## 참고 문헌
- 이 문서에는 다음커뮤니케이션(현 카카오)에서 GFDL 또는 CC-SA 라이선스로 배포한 글로벌 세계대백과사전의 내용을 기초로 작성된 글이 포함되어 있습니다.